# Australian Professional Championship 1970
L'Australian Professional Championship 1970 è stato il secondo evento professionistico della stagione 1970-1971 di snooker, il secondo Non-Ranking, e la 9ª edizione di questo torneo, che si è disputato dal 26 luglio al 30 agosto 1970, presso l'Heiron and Smith di Sydney, in Australia.
Il campione in carica era Warren Simpson, il quale si è classificato in seconda posizione nel girone.
Il torneo è stato vinto da Eddie Charlton, il quale si è classificato al primo posto nel girone. L'australiano si è aggiudicato così il quarto Australian Professional Championship, e il suo sesto titolo Non-Ranking in carriera.
Durante il corso del torneo sono stati realizzati quattro century breaks. Il break più alto è stato un 120, realizzato da Eddie Charlton.

## Fase a gironi
| N° | Giocatore      | M | V | P | FV  | FP | DF  |
| -- | -------------- | - | - | - | --- | -- | --- |
| 1  | Eddie Charlton | 6 | 6 | 0 | 100 | 26 | +74 |
| 2  | Warren Simpson | 6 | 4 | 2 | 71  | 55 | +16 |
| 3  | Norman Squire  | 6 | 4 | 2 | 70  | 56 | +14 |
| 4  | Paddy Morgan   | 6 | 4 | 2 | 64  | 62 | +2  |
| 5  | Allan McDonald | 6 | 2 | 4 | 58  | 68 | -10 |
| 6  | Rex King       | 6 | 1 | 5 | 45  | 81 | -36 |
| 7  | Newton Gahan   | 6 | 0 | 6 | 33  | 93 | -60 |

## Century breaks
Durante il corso del torneo sono stati realizzati 4 century breaks.
| N° | Giocatore      | Century breaks | Miglior break |
| -- | -------------- | -------------- | ------------- |
| 1  | Eddie Charlton | 4              | 120           |